# Netscape Navigator (ネットスケープコミュニケーションズ)
Netscape Navigator（ネットスケープ ナビゲーター）は、ネットスケープコミュニケーションズが開発していたウェブブラウザ。
Netscapeという名のつくウェブブラウザは複数存在するが、本項ではバージョン1から4について扱う。バージョン6以降はNetscape (Mozillaベース)を参照。なお、バージョン5は欠番である。

## バージョン1から4
最初のリリースは1994年。この年にベータ版として公開され、同年の暮れには、修正を経た1.0が公開されていた。当初はシェアウェアとして販売され、非常に人気を博し、ネットスケープコミュニケーションズのIPOなどの基盤となる。当初は「Mozilla」という名前でリリースされる予定だったが、マーケティングの理由により、「Netscape」に変更されている。ただし、コードネームは「Mozilla」のままであり、「Netscapeと書いてMozillaと読む」などと言われた。
1995年には、クッキーやフレーム、JavaScriptなど独自の拡張を多く備えたバージョン2.0がリリースされる。当初、JavaScriptは「LiveScript」という名称であったが、サン・マイクロシステムズと提携して「JavaScript」という名称に変更している。
1996年には、バージョン3.0をリリース。このバージョンは、「Standard Edition」と「Gold Edition」にわかれ、後者は電子メールクライアントとWYSIWYGのHTMLエディタを備えていた。このころには、利用者シェアが70%にまで達していた。
ところが、このころになると、しばらく前から開発されていたマイクロソフトのInternet Explorerが、「ウィンドウズ95」の普及と共に機能を強化し、「ブラウザ戦争」と呼ばれるシェアの争奪戦が始まる。時を同じくしてブラウザの将来性を見越した当時のAOL（現在のタイム・ワーナー）がネットスケープコミュニケーションズ買収を行い、現在も傘下に当たる。
1997年には、バージョン4.0をリリース。JavaScriptの大幅な機能強化を経るなど、ブラウザとしての機能は高くなっていったが、一方でバグや普及し始めていたCSSの解釈ミスといった機能面の弱さなどの要因により勢力を高めつつあったInternet Explorerとの競争に徐々に敗れていくようになる。実際、オープンソースになる前の1998年初頭には57%にまで落ち込んだ。
Internet Explorerがブラウザ戦争に勝った理由として、同社のPC販売網への不当な圧力（確定ではない）により同ソフトをオペレーティングシステムに抱き合わせたことや、Windows 98以降、同ソフトがOSのシェルに統合されたために、PCを導入してすぐに使える（プリインストールされている）ため、他のブラウザソフトを新たに導入する機会自体が減ったことも大きい（詳細はInternet Explorerを参照）。
さらに1997年8月にAppleがマイクロソフトと資本提携した為、Mac OS 8.5以降ではInternet Explorerが標準となった（Mac OS X v10.2まで）。1996年には、Netscape Navigatorを含んだ「Apple Internet スタータキット」が発売され、Mac OS 8.0や8.1まではバンドルされたNetscape Navigatorが標準であった。
また、Webサイトを作成する側でも、レンダリングの違いから、Webサイトの製作コストを引き上げる要因でもあった。この為、管理コストを考えずに安価なWebサイトを欲するWebマスターの中にはバージョン4の頃にはWebサイトを設置しても、見る側が1割程度であればコストを掛けてNetscapeNavigatorに合わせる必要がないと判断したWebマスターも相当数存在したため、NetscapeNavigatorでは意図通りの表示の出来ないWebページが続出しシェアを下げる要因の一つともなった。1998年1月22日には、Netscape Navigator ブラウザと Netscape Communicator Standard Editionの無償化を発表し、また、バージョン4ながら、大幅な機能強化を行ったバージョン4.5を10月19日に発表するが、シェアの巻き返しからは程遠かった。
同年、ネットスケープコミュニケーションズは大きな決断をする。それは、Netscapeのバージョン5.0に相当するソースコードを公開し、ライセンスを付け、オープンソースソフトウェアとして開発するというものだった。これは、勢力を広げつつあったLinuxなどのオープンソースソフトウェアに影響を受けたもので、プロジェクト名は「Mozilla」と呼ばれるようになり、開発は「Mozilla Organization」という非営利のグループで行われることとなった。その後、1998年暮れにネットスケープコミュニケーションズはAOLに買収されることになるが、プロジェクト自体は続行されることになった。
バージョン4.0のものは、バージョン6などと並行して開発を続けられ、細かなバージョンアップをするが、2002年に、4.8をリリースして以来開発を停止している。また、このバージョンにオープンソースになったコードは使われていない。

### リリース履歴
- Mosaic Netscape 0.9 – 1994年10月13日
- Netscape Navigator 1.0 – 1994年12月15日
- Netscape Navigator 1.1 – 1995年3月
- Netscape Navigator 1.1N – 1995年4月[6]
- Netscape Navigator 1.22 – 1995年8月
- Netscape Navigator 2.0 – 1996年3月[7][8]
- Netscape Navigator 2.01
- Netscape Navigator 2.02
- Netscape Navigator 3.0 – 1996年8月19日
- Netscape Navigator 3.01
- Netscape Navigator 3.02
- Netscape Navigator 3.03
- Netscape Navigator 3.04 – 1997年10月4日
- Netscape Navigator 4.0 – 1997年6月
- Netscape Navigator 4.01
- Netscape Navigator 4.02
- Netscape Navigator 4.03
- Netscape Navigator 4.04
- Netscape Navigator 4.05
- Netscape Navigator 4.06 – 1998年8月17日
- Netscape Navigator 4.07
- Netscape Navigator 4.08 – 1998年11月9日 (16bit版Windowsと68k Macintoshの最終リリース)
- Netscape Communicator 4.5
- Netscape Communicator 4.51
- Netscape Communicator 4.6 – 1999年5月18日
- Netscape Communicator 4.7 – 1999年9月30日
- Netscape Communicator 4.72
- Netscape Communicator 4.73
- Netscape Communicator 4.74
- Netscape Communicator 4.75
- Netscape Communicator 4.76
- Netscape Communicator 4.77
- Netscape Communicator 4.78
- Netscape Communicator 4.79
- Netscape Communicator 4.8 – 2002年8月22日（4.x系統の最終版）